# Імендяшевська сільська рада
Імендя́шевська сільська рада (рос. Имендяшевский сельский совет) — муніципальне утворення у складі Гафурійського району Башкортостану, Росія. Адміністративний центр — село Карагаєво.

## Населення
Населення — 1093 особи (2019, 1327 в 2010, 1504 в 2002).

## Склад
До складу поселення входять такі населені пункти:
| Населений пункт        | Населення, осіб (2002) | Населення, осіб (2010) |
| ---------------------- | ---------------------- | ---------------------- |
| Імендяшево, село       | 410                    | 341                    |
| Карагаєво, село        | 312                    | 297                    |
| Мураз, присілок        | 118                    | 124                    |
| Некрасовка, присілок   | 61                     | 52                     |
| Новотаїшево, присілок  | 33                     | 25                     |
| Нові Коварди, присілок | 20                     | 14                     |
| Таїшево, присілок      | 194                    | 176                    |
| Таш-Асти, присілок     | 142                    | 123                    |
| Юрмаш, присілок        | 214                    | 175                    |